# Kopia (rycerstwo)
Kopia – w średniowieczu podstawowa jednostka organizacyjna w ciężkozbrojnej jeździe rycerskiej, złożona z rycerza i jego zbrojnego pocztu (3-5 ludzi: giermek, zbrojny sługa, konny kusznik lub łucznik). W wojskach zaciężnych od 2. połowy XV w. odpowiednikiem kopii w jeździe był poczet. Kopie łączono w jednostki organizacyjno-taktyczne jazdy – chorągwie.
Król Polski zobowiązany był płacić za udział w wojnie poza granicami kraju 5 grzywien od kopii.